# هانی‌دان
هانی‌دان (به انگلیسی: Honeydon) یک روستا در بریتانیا است که در بدفورد واقع شده‌است.